# Villa Sturegården
Villa Sturegården är ett bostadshus i Nyköping i Nyköpings kommun. Villan uppfördes 1913 efter ritningar av arkitekten Gunnar Asplund för bankdirektör Oscar Wichman.
Villa Sturegården räknas till Gunnar Asplunds tidiga verk, kanske det första som genomförts.
Om projektet skriver Wichman i sin självbiografiska Krönika: ”En högt belägen tomt i söderläge med vidsträckt utsikt åt alla håll vid början av Rosenkällavägen lockade oss. Staden erbjöd med att köpa den för kr 2:50 per kvm med ledningar för vatten etc dragna till tomtgränsen. Det billiga priset motiverades med att jag var den förste, som började bebyggelsen, sedan staden förvärvat området som tillhörde Rosenkälla egendom. På rekommendation av professor Ivar Tengbom kom jag i förbindelse med arkitekten E G Asplund i Stockholm ... Han ritade nu vårt blivande hem och byggnadsarbetet gick raskt undan, så att vi kunde flytta in i Sturegården julveckan 1913, dvs nedre våningen hann icke att bliva färdig.”

Byggnaden är gestaltad i nyklassicistisk stil. Den består av en sammanhållen huskropp med två våningar med totalt tio rum. Villans rum ligger centrerat kring ett entrérum på nedervåningen, respektive en hall på övervåningen. Husets huvudtrappa binder samman entrérum och övre hall.
Interiören med bland annat kakelugnar, inbyggda skåp och snickerier har bevarats i så gott som ursprungligt skick.
Gunnar Asplund ger redan i detta verk uttryck för sitt detaljsinne. Inredning och dekor bär hans personliga prägel; ursprungliga bord, stolar, bokskåp, soffa, vindflöjel mm, utformades av arkitekten själv

.
Gunnar Asplunds övriga verk och projekt i Södermanland inbegriper 
- Callinska Gården i Ålberga (1915),
- Statens Spannmålslagerhus i Eskilstuna (1917-1918),
- Kyrkogård i Oxelösund (1924-1929),
- Frösängs kapell i Oxelösund (1935-1937).

Redan 1915 flyttade familjen Wichman till Stockholm. Villans nya ägare blev då bankdirektör Lars Otto Hessner med hustru Emy.
Ca 1950 såldes villan till bankdirektör Folke Rizell med familj. Sedan 1968 ägs den av tandläkare Rune Åstrand (avliden) med hustru Kristina och familj.

## Bilder

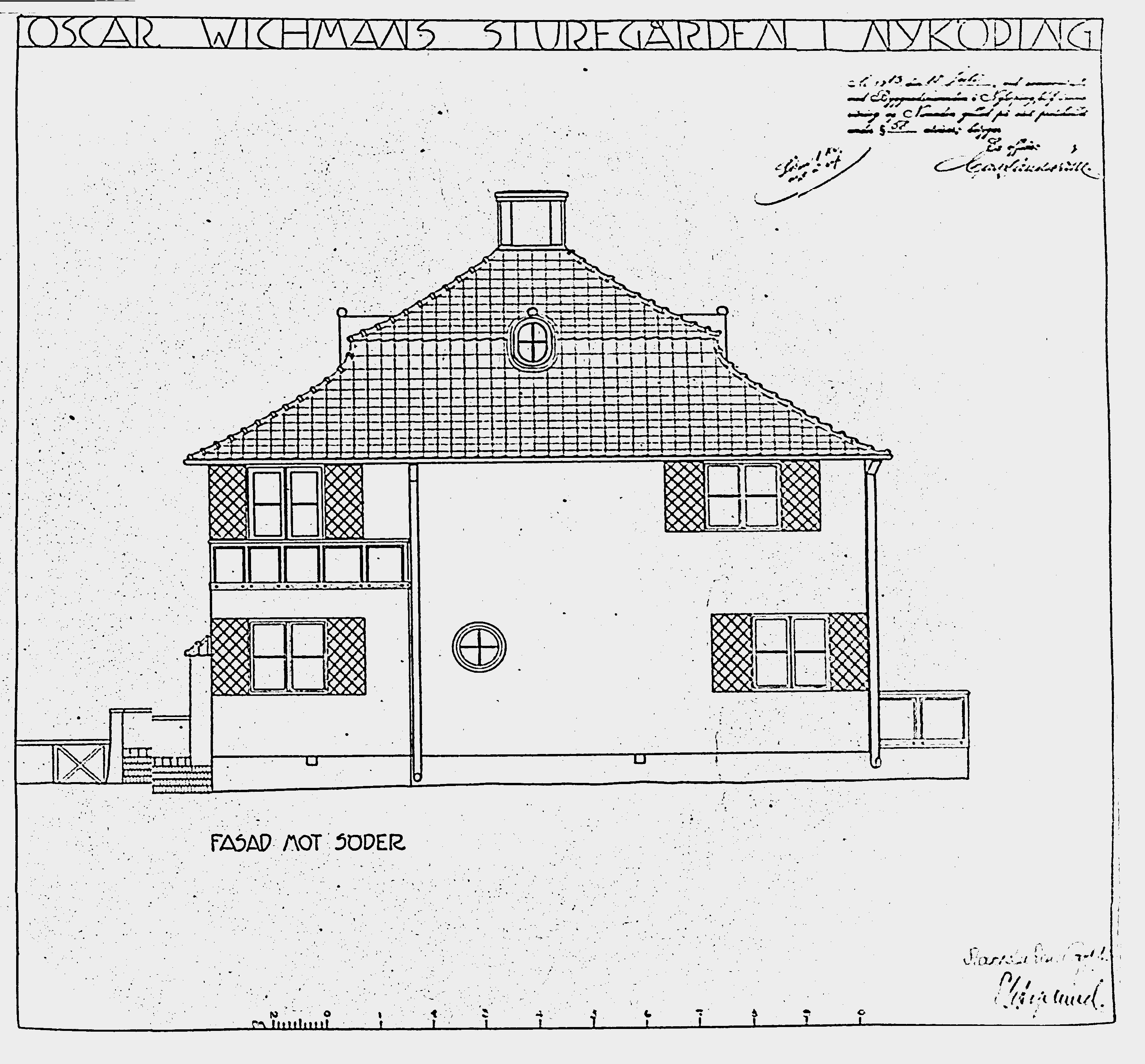
Villa Sturegården i Nyköping, fasad söder, arkitekt Gunnar Asplund 1913.
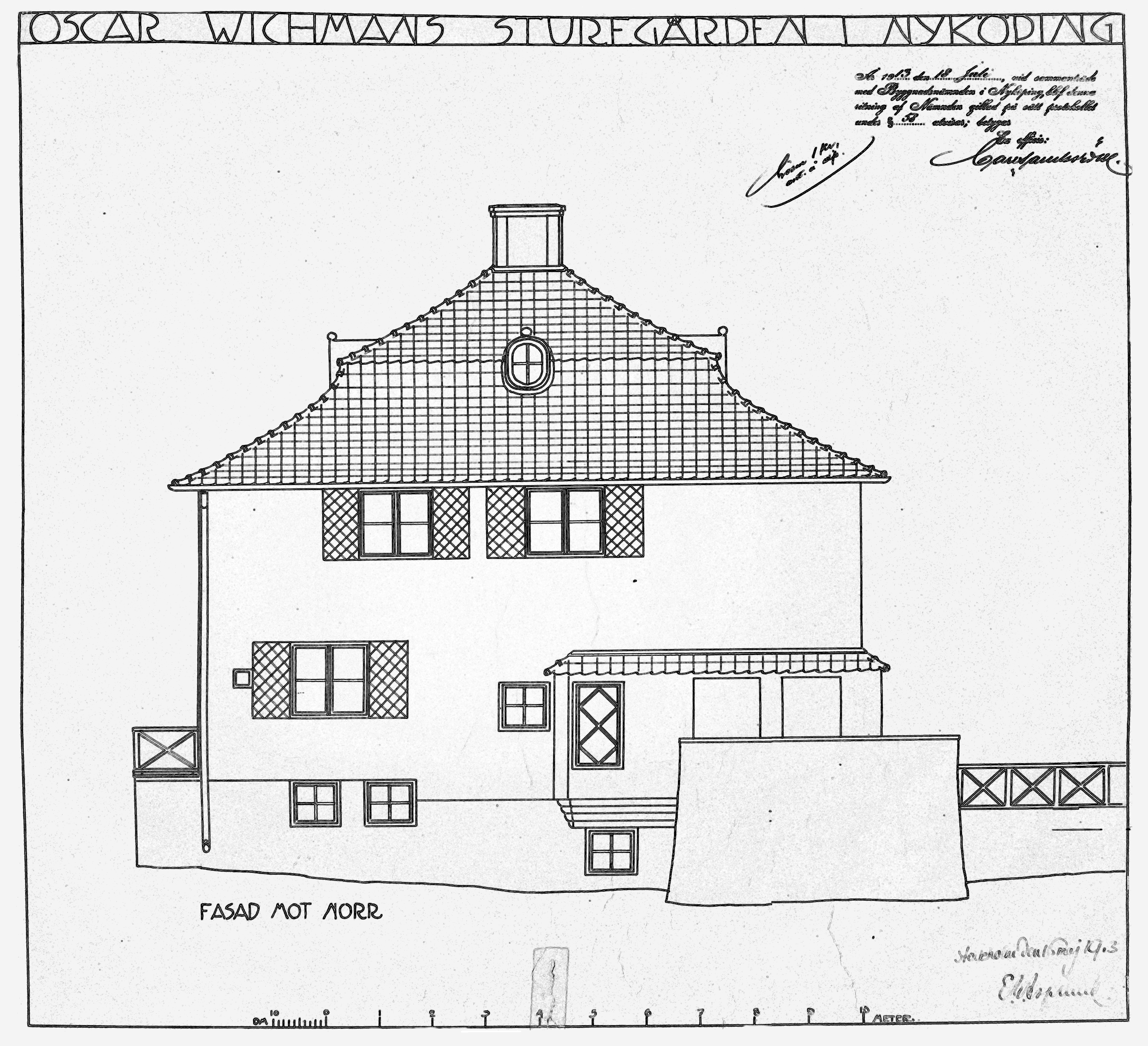
Villa Sturegården i Nyköping, fasad norr, arkitekt Gunnar Asplund 1913.
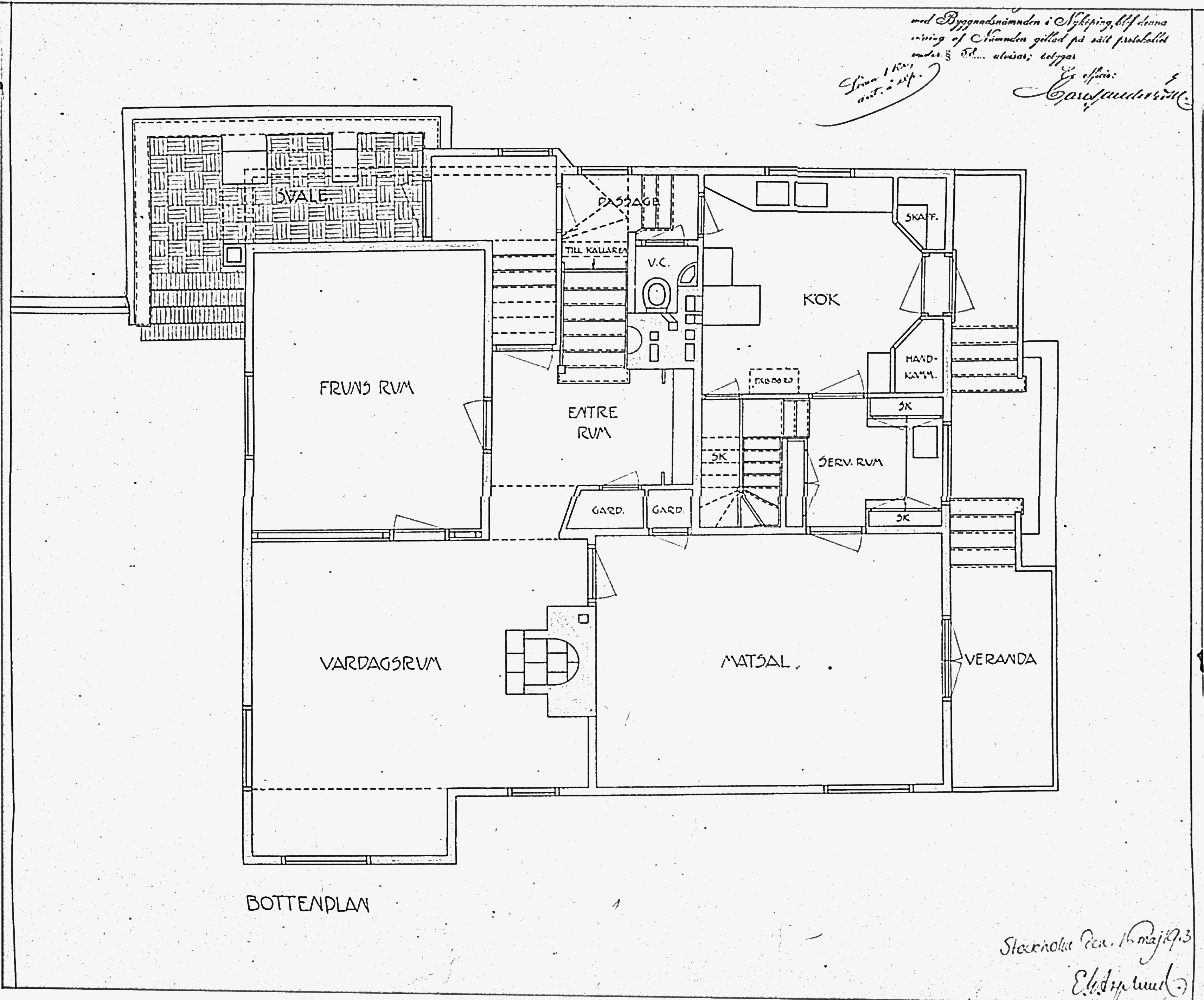
Villa Sturegården i Nyköping, planritning bottenplan, arkitekt Gunnar Asplund 1913.
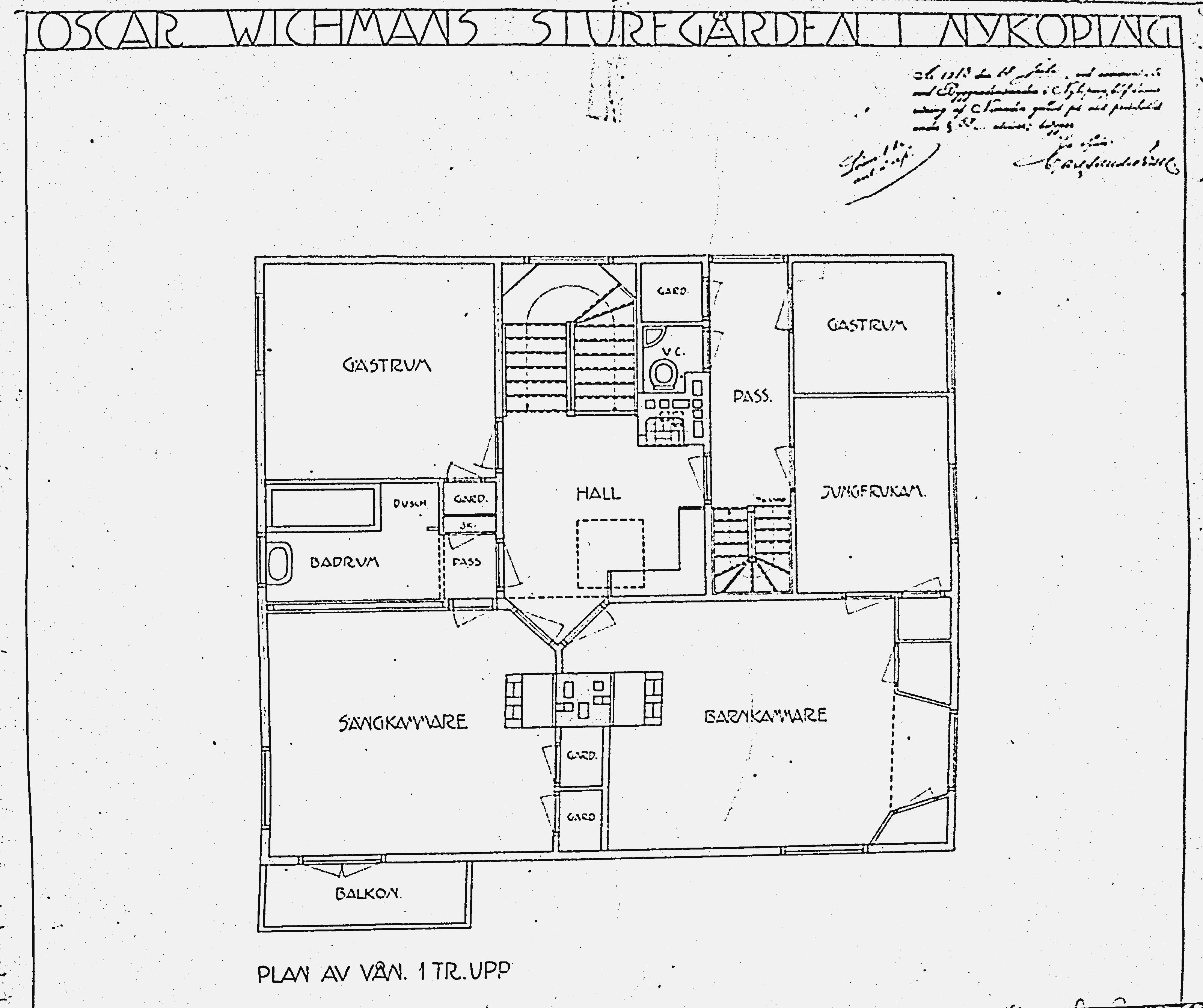
Villa Sturegården i Nyköping, planritning övervåningen, arkitekt Gunnar Asplund 1913.